# عبد السلام اللقاني
عبد السلام بن إبراهيم بن إبراهيم اللَّقَاني (971هـ ـ 1078هـ) (1564م ـ 1668م)، المصري، المالكي. فقيه، متكلم، صوفي. من مؤلفاته: إتحاف المريد بشرح جوهرة التوحيد، السراج الوهاج بشرح قصتي الإسراء والمعراج، شرح المنظومة الجزائرية في العقائد.